# Atsushi Uchiyama
Atsushi Uchiyama (内山 篤, Uchiyama Atsushi) est un footballeur japonais né le 29 juin 1959 à Shizuoka dans la préfecture de Shizuoka au Japon.